# قرخلو
قرخلو هي قرية في مقاطعة أرومية، إيران. يقدر عدد سكانها بـ 21 نسمة بحسب إحصاء 2016.